# روبرت إل. بورنس
روبرت إل. بورنس (بالإنجليزية: Robert L. Burns) هو سياسي أمريكي، ولد في 12 يناير 1876 في كنوكسفيل في الولايات المتحدة، وتوفي في 17 مارس 1955 في لوس أنجلوس في الولايات المتحدة. حزبياً، نشط في الحزب الجمهوري.